# Thelyphonus doriae
Espèce
Synonymes
- Thelyphonus hosei Pocock, 1894

Thelyphonus doriae est une espèce d'uropyges de la famille des Thelyphonidae.

## Distribution

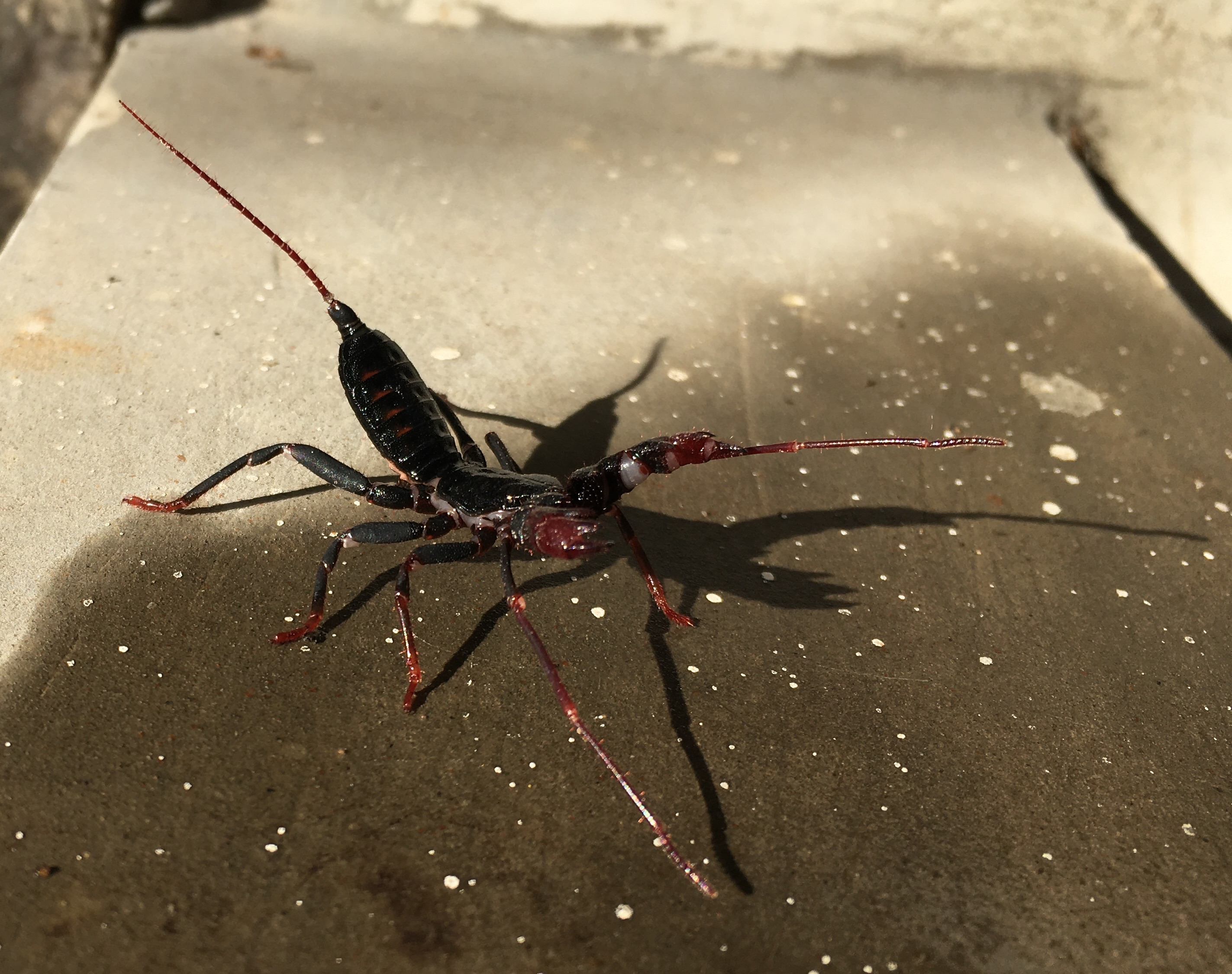
Uropyge de Java (pisse-vinaigre)

Cette espèce se rencontre en Malaisie au Sarawak, à Singapour et en Indonésie à Sumatra, à Java et au Kalimantan.

## Description
La femelle holotype mesure 41 mm.

## Liste des sous-espèces
Selon Whip scorpions of the World (version 1.0) :
- Thelyphonus doriae doriae Thorell, 1888
- Thelyphonus doriae hosei Pocock, 1894

## Publications originales
- Thorell, 1888 : Pedipalpi e scorpioni dell'Archipelago malesi conservati nel Museo Civico di Storia Naturale di Genova. Annali del Museo civico di storia naturale di Genova, sér. 2, vol. 6, no 26, p. 327-428 (texte intégral).
- Pocock, 1894 : Notes on the Thelyphonidae contained in the collection of the British Museum. Annals and Magazine of Natural History, sér. 6, vol. 14, p. 120–134 (texte intégral).